# Keszon állomás
Keszon állomás (hangul: 개선역, Keszon-jok, handzsa: 凱旋驛, RR: Kaesŏn-yŏk, ’Diadal’) állomás Észak-Koreában, Phenjan Moranbong-kujok (Moranbong-kuyŏk) városrészén, a phenjani metró vonalán. 1973. szeptember 6-án adták át. Közelében található a phenjani diadalív.
| Cshollima vonal                            | Cshollima vonal | Cshollima vonal                |
| ------------------------------------------ | --------------- | ------------------------------ |
| Csonu (Chŏnu) Pulgunbjol (Pulgŭnbyŏl) felé | metróvonal      | Moranbong Puhung (Puhŭng) felé |